# Magtmonopol
|  | Sammenskrivningsforslag Artiklen Magtmonopol er foreslået føjet ind i Voldsmonopol. (Siden april 2018) Diskutér forslaget |

Magtmonopol, dækker som begreb over forsvaret og politiet som en samlet myndighed, der på statens vegne har juridisk ret til at udøve magtanvendelse, inden for nogle udstukne retningslinjer. Statsretsligt er der tale om en implementering af statens voldsmonopol. Vold er i denne henseende legitim i krige og i forbindelse med politiets arbejde. Al anden vold er illegitim, ligesom der gennem internationale konventioner er sat grænser for den legitime udøvelse af magtmonopolet.
| Militær | Spire Denne artikel om militær er en spire som bør udbygges. Du er velkommen til at hjælpe Wikipedia ved at udvide den. |